# 基利亞
基利亞（烏克蘭語：Кілія，羅馬化：Kiliia，發音：[ki.lʲiˈjɑ]）是乌克兰西南部敖德薩州伊茲梅爾區基利亞市鎮内的城市及该市镇的行政中心，2020年7月18日前为基利亞區的行政中心。該市距離州府敖德薩209公里，始建於公元前862年，面積22.345平方公里，海拔高度4米，2022年人口数量为18,745人。

## 图集

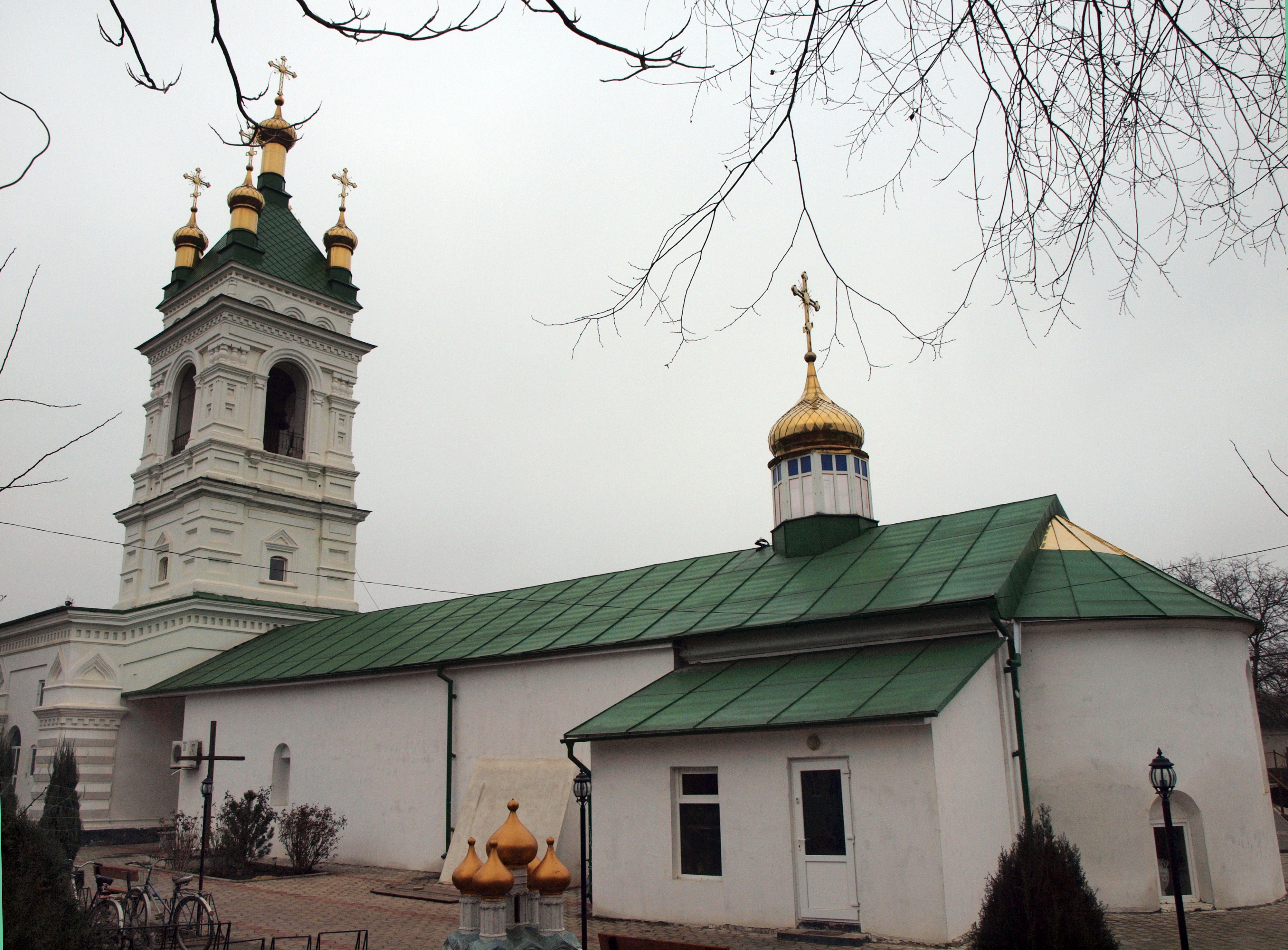
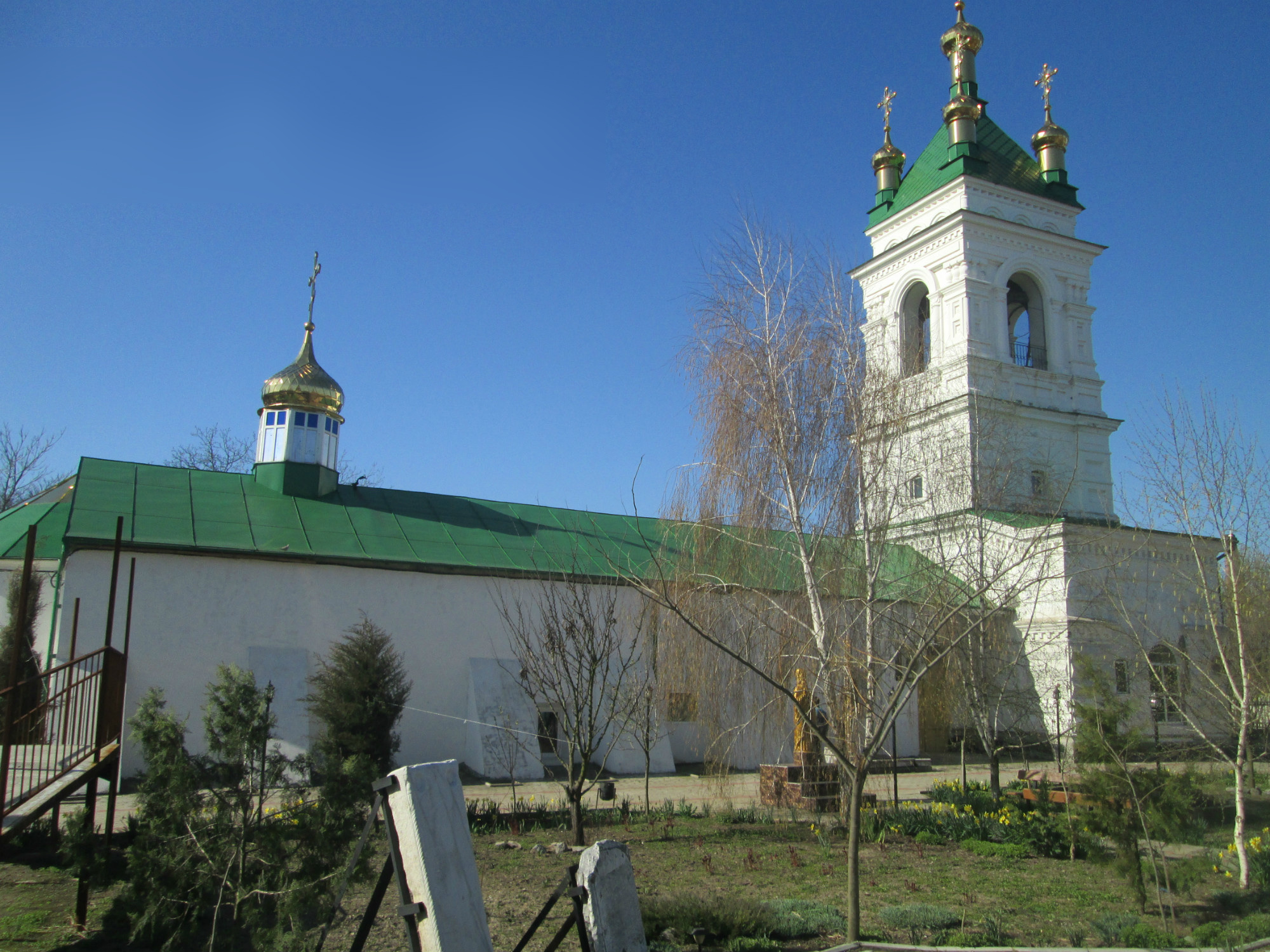
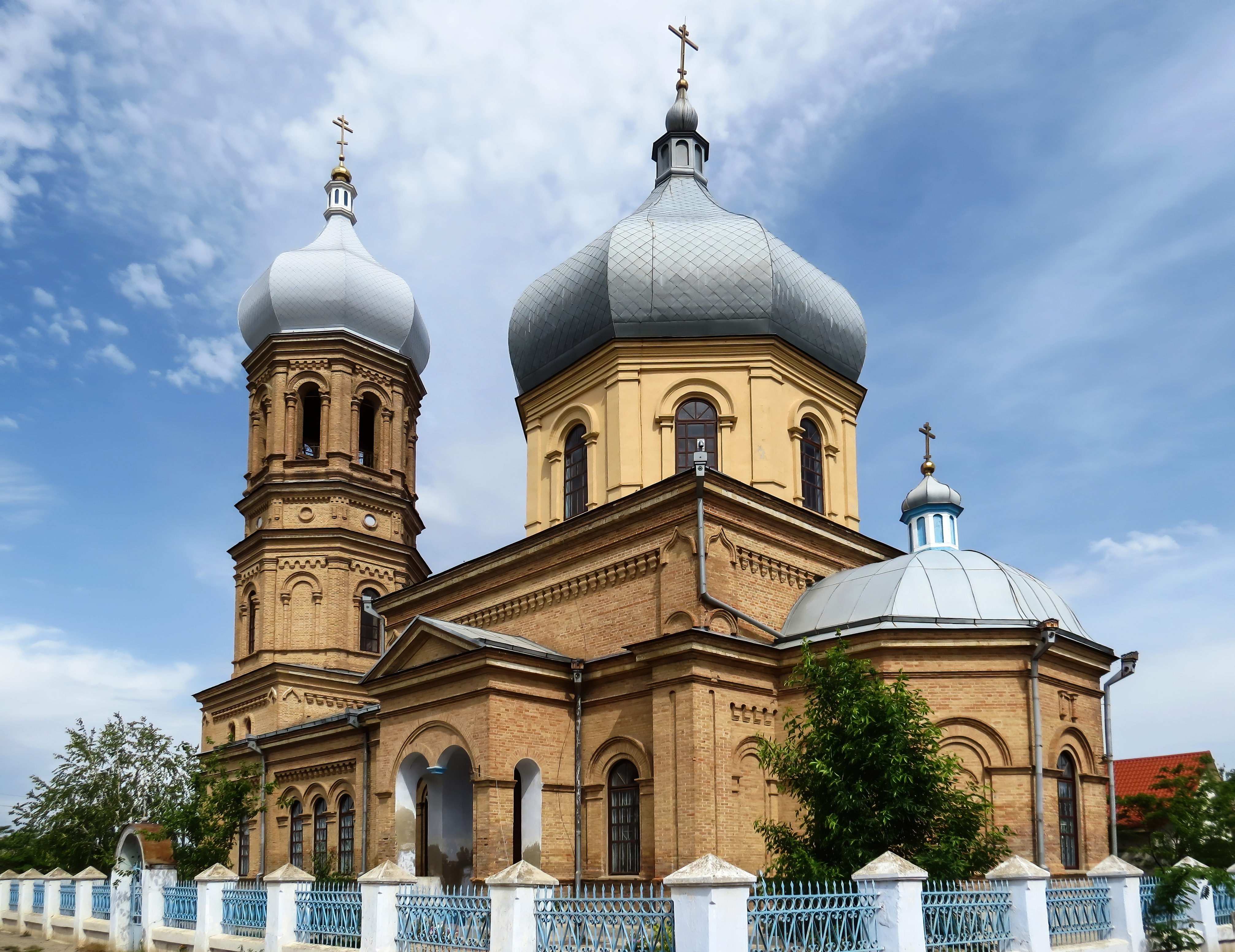
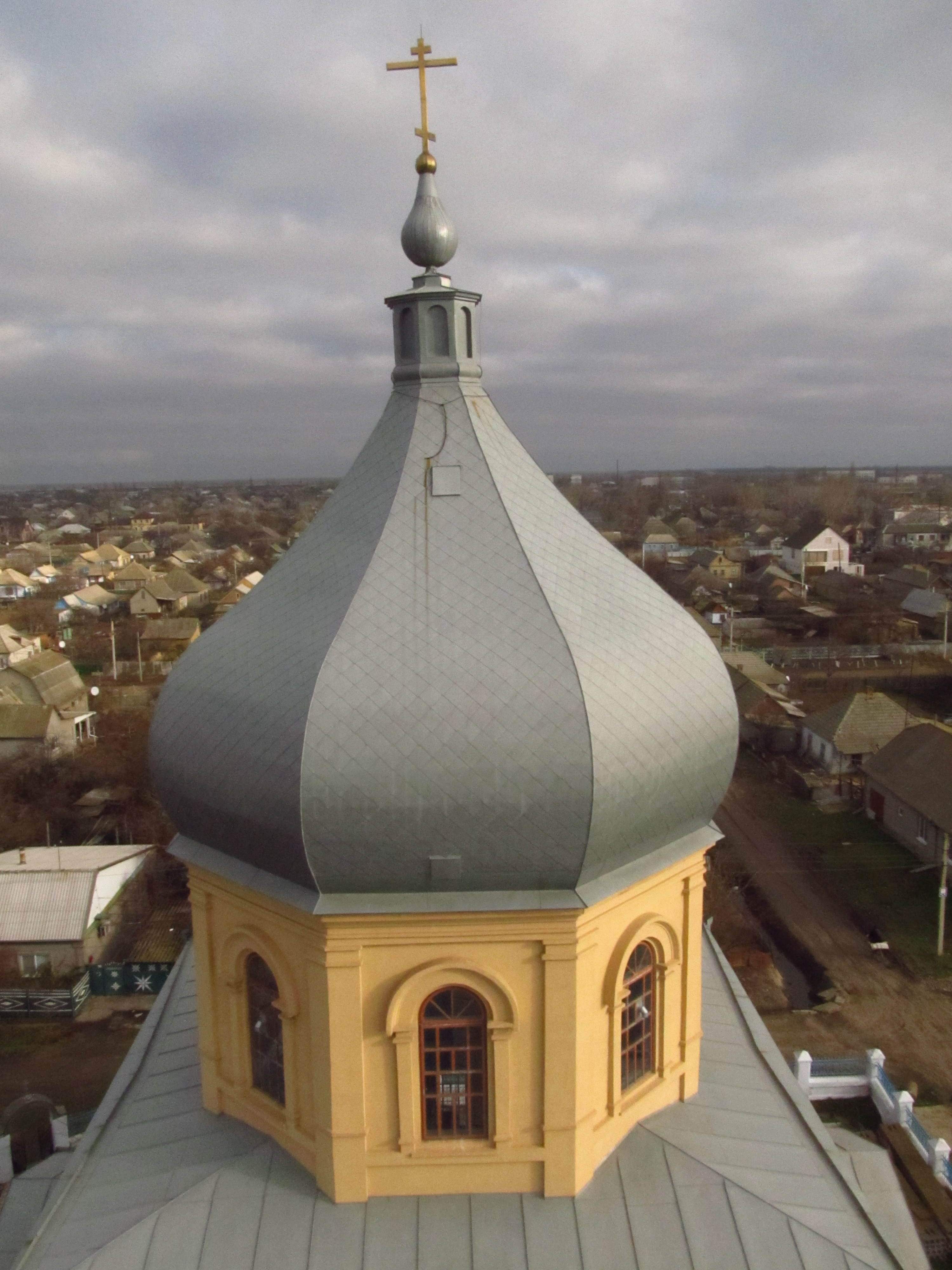
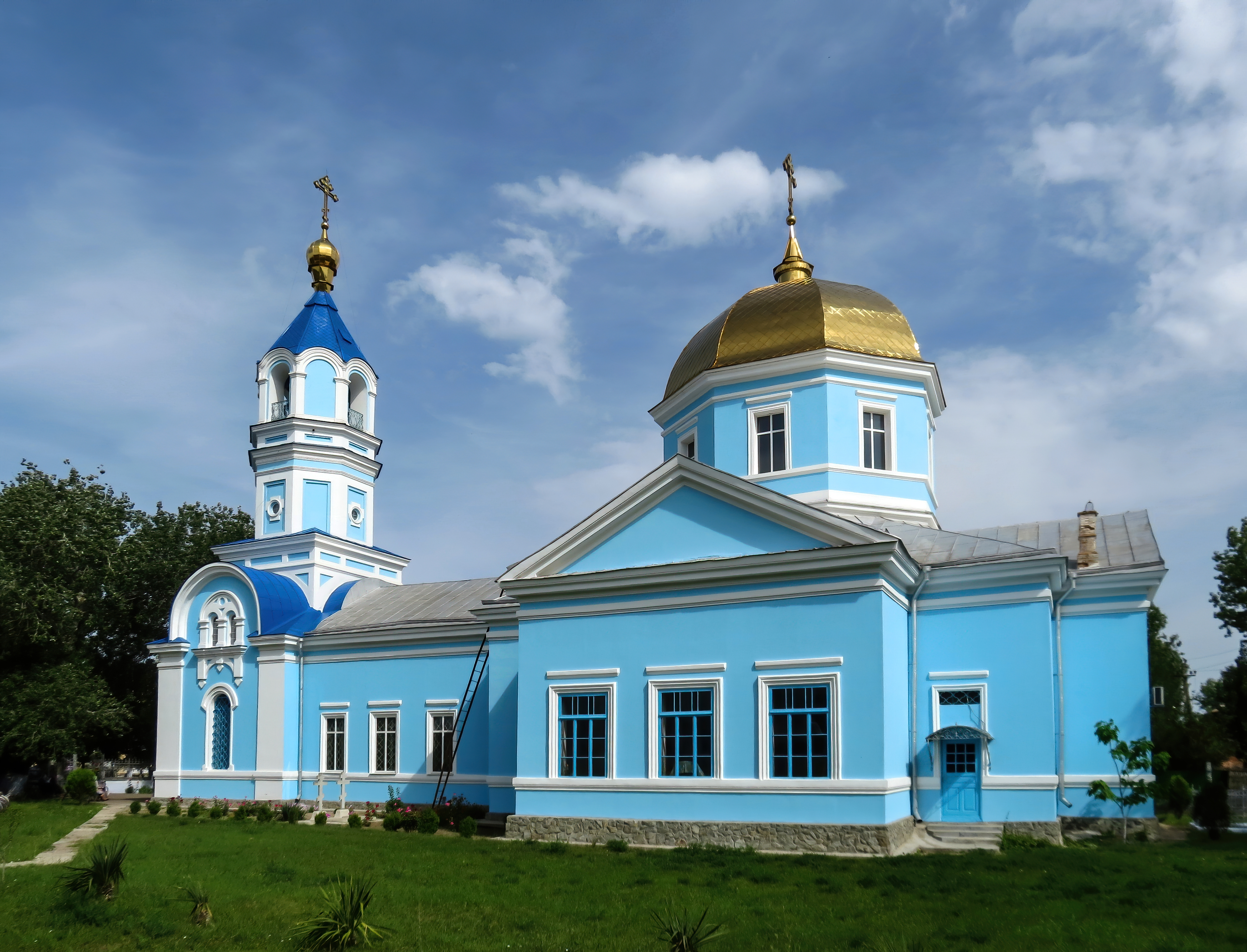
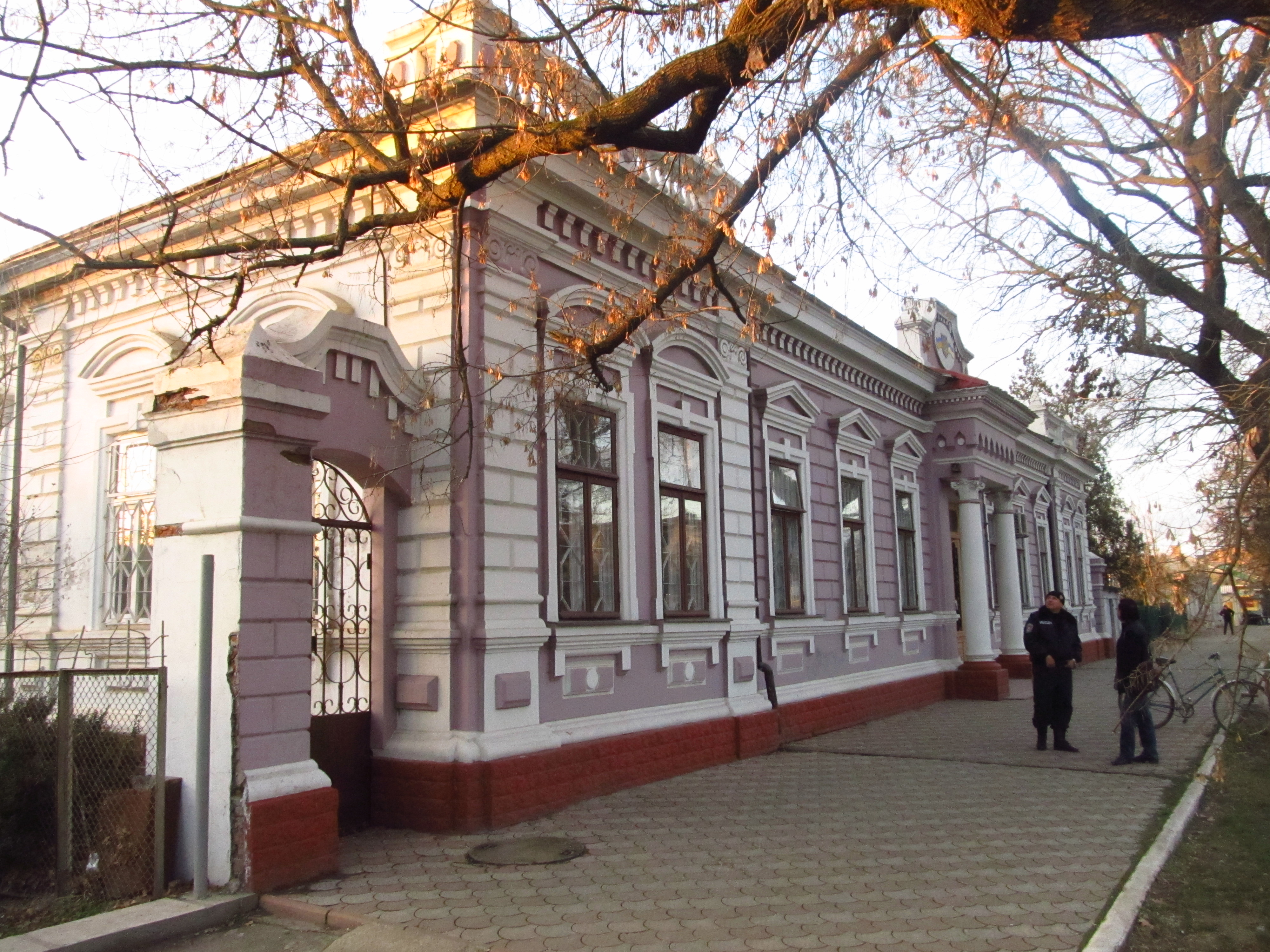